# آرون رويل
آرون رويل (بالإنجليزية: Aaron Ruell)‏ هو مصور وممثل أمريكي، ولد في 23 يونيو 1976 بفريسنو في الولايات المتحدة.

## وصلات خارجية
- آرون رويل على موقع IMDb (الإنجليزية)
- آرون رويل على موقع ألو سيني (الفرنسية)
- آرون رويل على موقع أول موفي (الإنجليزية)
- آرون رويل على موقع قاعدة بيانات الأفلام السويدية (السويدية)
- آرون رويل على موقع قاعدة بيانات الفيلم (الإنجليزية)
- آرون رويل على موقع كينوبويسك (الروسية)